# Pierre-Denis de Peyronnet
Pierre-Denis (i litteraturen felaktigt kallad Charles Ignace) de Peyronnet, född den 9 oktober 1778 i Bordeaux, död den 2 januari 1854 på sitt slott i Saint-Louis-de-Montferrand i Gironde, var en fransk greve, jurist och statsman.
de Peyronnet blev i december 1821, som ivrig anhängare av Bourbonska restaurationen, justitieminister. Han gjorde sig djupt impopulär genom flera reaktionära lagar (särskilt mot pressens frihet) och offrades därför av premiärministern Villèle i januari 1828, kort före dennes eget fall, och blev då pär av Frankrike. Den 16 maj 1830 inkallades han som inrikesminister i Polignacs ministär. Likasom flertalet av ministrarna var han emot de olycksdigra "Juliordonnansernas" utfärdande, men lät övertala sig och underskrev dem (25 juli). Efter revolutionen dömdes han (december samma år) till livstids fängelse och insattes på fästningen Ham, men frigavs i oktober 1836. Han upphöjdes 1822 till greve. Under fängelsetiden skrev de Peyronnet Pensées d'un prisonnier (2 band, 1834).